# Gargilesse-Dampierre
Gargilesse-Dampierre is een gemeente in het Franse departement Indre (regio Centre-Val de Loire). De plaats maakt deel uit van het arrondissement La Châtre. De gemeente telde 267 inwoners op 1 januari 2022. Gargilesse-Dampierre is lid van Les Plus Beaux Villages de France.

## Geografie
De oppervlakte van Gargilesse-Dampierre bedroeg op 1 januari 2022 15,72 vierkante kilometer; de bevolkingsdichtheid was toen 17 inwoners per km².

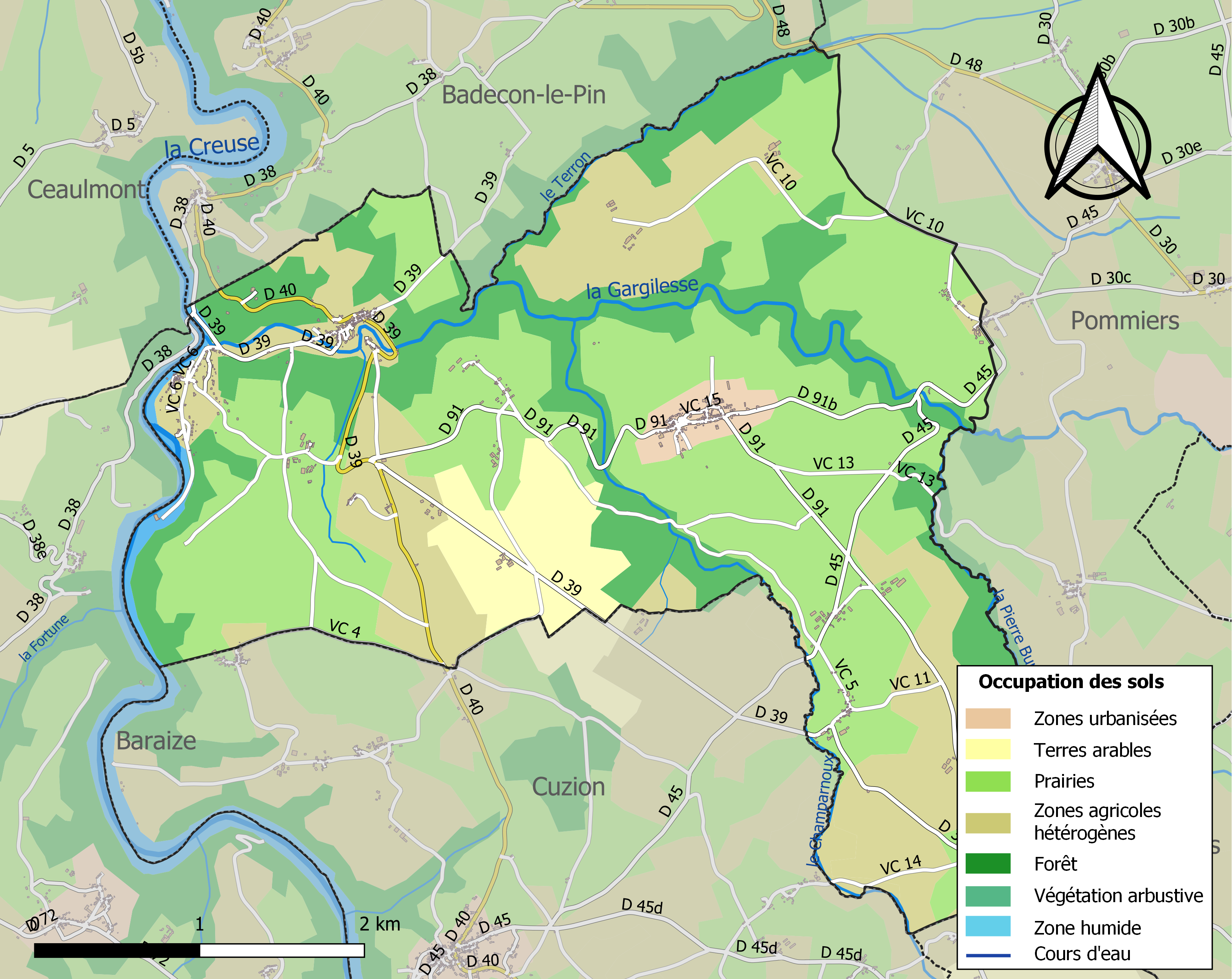
Kaart van de gemeente met belangrijkste infrastructuur, bodemgebruik en omliggende gemeenten

## Demografie
Onderstaande figuur toont het verloop van het inwonertal (bron: INSEE-tellingen).